# Шергуј
Шергуј је врста ветра који дува у северној Африци. Ово је веома сув и загушљив ветар. Дува из правца истока из Сахаре, преко Марока. Повремено носи и песак са собом.